# لسلی آلن (تنیس‌باز)
 لسلی آلن (انگلیسی: Leslie Allen؛ زاده ۱۲ مارس ۱۹۵۷) یک تنیس‌باز اهل ایالات متحده آمریکا است.